# Починки (муниципальный округ Егорьевск)
Почи́нки — село в муниципальном округе Егорьевск Московской области России .

## География
Село Починки расположено в восточной части муниципального округа Егорьевск, примерно в 26 километрах к юго-востоку от города Егорьевск. По восточной окраине села протекает река Цна. Высота над уровнем моря 127 метров.

## Название
В письменных источниках упоминается как Лавровский починок (середина XVI века, 1627 год), Спасское-Починки (1709 год), Починки (Новоспасское) (1862 год), позже — Починки.
Лавровский починок был основан крестьянином Лавром, отсюда название. После строительства церкви Спаса Нерукотворного образа появляются названия Спасское-Починки, Новый Спас, Новоспасское.

## История
На момент отмены крепостного права село принадлежало помещику Вырубову и помещице Волковой. После 1861 года село вошло в состав Починковской волости Егорьевского уезда. В селе имелась школа и волостное правление.
В 1926 году село входило в Починковский сельсовет Починковской волости Егорьевского уезда.
До 1994 года Починки входили в состав Починковского сельсовета Егорьевского района, в 1994—2004 годы — Починковского сельского округа, а в 2004—2006 годы — Подрядниковского сельского округа.
До 2015 года село входило в состав упраздненного сельского поселения Юрцовское.

## Демография
В 1885 году в селе проживало 1271 человек, в 1905 году — 1588 человек (788 мужчин, 800 женщин), а в усадьбе церковного причта 30 человек (13 мужчин и 17 женщин), в 1926 году — 1526 человек (703 мужчины, 823 женщины). По переписи 2002 года — 1144 человека (595 мужчин, 549 женщин). Население — 1429 человек (2010).
| 1859  | 1868 | 1885  | 1905  | 1926  | 2002  | 2006  |
| ----- | ---- | ----- | ----- | ----- | ----- | ----- |
| 910   | ↘652 | ↗1271 | ↗1618 | ↘1526 | ↘1144 | ↘1090 |
| 2010  |      |       |       |       |       |       |
| ↗1429 |      |       |       |       |       |       |